# Saint-Remy-sur-Bussy

Saint-Remy-sur-Bussy este o comună în departamentul Marne, Franța. În 2009 avea o populație de 347 de locuitori.